# HIMEM.SYS
HIMEM.SYS — драйвер дополнительной (extended memory) и HMA-памяти для операционной системы MS-DOS, обеспечивающий поддержку дополнительной памяти (extended или expanded).
HIMEM.SYS был введён в состав MS-DOS 5.0 для возможности загрузки ядра операционной системы DOS в High Memory Area с целью увеличения размера доступной основной области памяти путём указания загрузки DOS=HIGH в CONFIG.SYS.
HIMEM.SYS предоставляет доступ к оперативной памяти за пределами первого мегабайта пространства и потому драйвер необходим системам MS Windows9x/ME для загрузки графической части операционных систем. В FreeDOS соответствующий файл называется HIMEM.EXE и может загружаться из конфигурационных файлов FreeDOS с именами FDCONFIG.SYS или CONFIG.SYS.

## Расширенное управление памятью
При использовании HIMEM.SYS становится возможным размещение в дополнительной (extended или expanded memory) области памяти части ядра MS-DOS, служебных таблиц системы и буфера ввода-вывода. Туда же можно загружать и COMMAND.COM. Если персональный компьютер сделан на микропроцессоре 80386, то также можно освободить основную память от большинства резидентных драйверов.
Изменение организации доступа к памяти в Windows NT резко ограничило применение менеджеров памяти, в том числе и HIMEM.SYS.

## Использование команды
Для загрузки HIMEM.SYS под MS-DOS, в файл CONFIG.SYS (или CONFIG.NT для систем на основе Windows NT) добавляется строка:
| (на 80286)                     | (на 80386 и далее)             |
| ------------------------------ | ------------------------------ |
| DOS=HIGH                       | DOS=HIGH,UMB                   |
| device=(drive:)(path)HIMEM.SYS | device=(drive:)(path)HIMEM.SYS |
|                                | DEVICE=EMM386.EXE RAM          |
|                                | DEVICEHIGH= ...                |

где (drive:) и (path) — соответственно имя диска и путь к каталогу, где находится файл HIMEM.SYS.
Кроме того, для 80386 допускается команда LOADHIGH (LH).

### Необязательные параметры драйвера HIMEM.SYS
| Параметр         | Объяснение |
| ---------------- | --- |
| /A20CONTROL:ON   | По умолчанию: OFF, то есть DOS управляет А20 только если другая программа не занимается тем же.                              |
| /CPUCLOCK:ON     | Этот параметр рекомендуется указывать, если в присутствии HIMEM.SYS часы замедляют работу.                                   |
| /HMAMIN=n        | Если драйвер использует меньше (n) Кб памяти, он не будет вызван. 0<=n<=63.                                                  |
| /INT15=n         | Число кБ, резервируемое в дополнительной памяти для программ типа Paradox, QEMM и аналогичных.                               |
| /MACHINE:код ЭВМ | (AT, PS2 и т. д.) Таблица кодов приводится в документации к MS-DOS 5.00. От кода зависит, какой обработчик А20 используется. |
| /NUMHANDLES=n    | Это максимальное число обработчиков доп. памяти. Требуется по 6 байт на блок. 1<=n<=128.                                     |
| /SHADOWRAM:OFF   | Не копировать ROM-BIOS в RAM (OFF экономит память, но замедляет работу). По умолчанию: ON.                                   |

Необязательные параметры драйвера EMM386.EXE (в CONFIG.SYS)
| Параметр      | Объяснение |
| ------------- | --- |
| память        | - в кБ по умолчанию 256. |
| Mкод          | - код базового начального адреса EMS: 1,2,3,4 (C000,C400,C800,CC00) 5,6,7,8 (D000,D400,D800,DC00) 9 (E000) 10,11,12,13 (8000,8400,8800,8C00) 14 (9000) |
| FRAME=адрес   | — аналогично, явное задание базы EMS |
| /Pадрес       | - то же самое |
| /Pn=адрес     | - адрес сегмента страницы EMS n=0 \| 1 \| 2 \| 3 \| 254 \| 255                                                                                         |
| /X=нач-кон    | - не использовать этот участок (оба адреса — шестнадцатеричные числа)                                                                                  |
| B=адрес       | — нач. адрес для Bank switching (по умолчанию — 4000)                                                                                                  |
| L=n           | — оставить (n) кБ как extended memory |
| A=n           | — число альтернативных регистров, от 0 до 254, по умолчанию 7                                                                                          |
| H=n           | — число обработчиков, от 2 до 255, по умолчанию 64 |
| RAM или NOEMS | - занять часть верхней памяти (640кБ-1МБ) |

## Функциональность
Пример карты памяти MS-DOS после загрузки HIMEM.SYS
```
 Максимально допустимый размер программы:  639,056 (624K)
 Наибольший свободный блок верхней памяти: 143,232 (140K)
 Резидентная часть MS-DOS загружена в сегмент HMA.
 Тип памяти           Размер        Занято      Свободно
 ----------------  -----------   -----------   -----------
 Обычная               655,360        16,288       639,072
 Верхняя               158,208        14,976       143,232
 Зарезервировано             0             0             0
 Память XMS         32,282,112       275,968    32,006,144
 ----------------  -----------   -----------   -----------
 Всего памяти:      33,095,680       307,232    32,788,448
 Ниже 1 МБ:            813,568        31,264       782,304
 Имя            Размер         Обычная память     Верхняя память
 --------  ----------------   ----------------   ----------------
 SYSTEM      18,464   (18K)     10,656   (10K)      7,808    (8K)
 HIMEM        1,168    (1K)      1,168    (1K)          0    (0K)
 EMM386       4,256    (4K)      4,256    (4K)          0    (0K)
 COMMAND      7,168    (7K)          0    (0K)      7,168    (7K)
 Свободно   782,304  (764K)    639,072  (624K)    143,232  (140K)
```